# Hydraena splecoma
Hydraena splecoma är en skalbaggsart som beskrevs av Perkins 1980. Hydraena splecoma ingår i släktet Hydraena och familjen vattenbrynsbaggar. Inga underarter finns listade i Catalogue of Life.